# Llista de topònims de Vallbona d'Anoia
Llista de topònims (noms propis de lloc) del municipi de Vallbona d'Anoia, a l'Anoia
Informació actualitzada per un bot. Els canvis manuals es perdran quan s'actualitzi!

## barraca de vinya
| imatge | Nom                  | Ubicat a         | instància de     | Detalls      | coordenades                                                                                    | Protecció | Commons (més fotos) | Dades a WD                    |
| ------ | -------------------- | ---------------- | ---------------- | ------------ | ---------------------------------------------------------------------------------------------- | --------- | ------------------- | ----------------------------- |
|        | Barraca Cal Pons     | Vallbona d'Anoia | barraca de vinya | 20th century | 41° 31′ 11″ N, 1° 42′ 59″ E / 41.51979°N,1.71637°E ca:La Terrera. A l'est del nucli urbà       |           |                     | Modifica les dades a Wikidata |
|        | Barraca Cal Rita 2   | Vallbona d'Anoia | barraca de vinya |              | 41° 31′ 12″ N, 1° 42′ 54″ E / 41.51992°N,1.71495°E ca:Castell de pedra. Al nord del nucli urbà |           |                     | Modifica les dades a Wikidata |
|        | Barraca Cal Vallès 5 | Vallbona d'Anoia | barraca de vinya | 20th century | 41° 31′ 24″ N, 1° 43′ 07″ E / 41.52322°N,1.71856°E ca:La Fonolleda. A l'est del nucli urbà.    |           |                     | Modifica les dades a Wikidata |

## casa
| imatge | Nom                        | Ubicat a         | instància de | Detalls                                     | coordenades                                                                          | Protecció                                  | Commons (més fotos)                           | Dades a WD                    |
| ------ | -------------------------- | ---------------- | ------------ | ------------------------------------------- | ------------------------------------------------------------------------------------ | ------------------------------------------ | --------------------------------------------- | ----------------------------- |
|        | Cal Pitxaró                | Vallbona d'Anoia | casa         | Estil: arquitectura popular 1735            | 41° 31′ 09″ N, 1° 42′ 22″ E / 41.519063°N,1.706003°E ca:Carrer del Raval             | bé integrant del patrimoni cultural català |                                               | Modifica les dades a Wikidata |
|        | Cal Pons                   | Vallbona d'Anoia | casa         |                                             | 41° 31′ 08″ N, 1° 42′ 26″ E / 41.518913°N,1.707129°E ca:Carrer Major, 55             | bé integrant del patrimoni cultural català | Cal Pons (Vallbona d'Anoia)                   | Modifica les dades a Wikidata |
|        | Cal Simó                   | Vallbona d'Anoia | casa         | Estil: noucentisme                          | 41° 31′ 09″ N, 1° 42′ 32″ E / 41.519302°N,1.70898°E ca:Carrer Nou, 16 / Major, 85-88 | bé integrant del patrimoni cultural català | Cal Simó (Vallbona d'Anoia)                   | Modifica les dades a Wikidata |
|        | Can Carrión                | Vallbona d'Anoia | casa         | Estil: arquitectura modernista              | 41° 31′ 13″ N, 1° 42′ 26″ E / 41.520214°N,1.707304°E                                 | bé integrant del patrimoni cultural català | Can Carrión (Vallbona d'Anoia)                | Modifica les dades a Wikidata |
|        | Casa Creus                 | Vallbona d'Anoia | casa         | Estil: noucentisme                          | 41° 31′ 11″ N, 1° 42′ 29″ E / 41.519704°N,1.707977°E ca:Carretera de Capellades      | bé integrant del patrimoni cultural català | Casa Creus (Vallbona d'Anoia)                 | Modifica les dades a Wikidata |
|        | Façana al carrer Major, 67 | Vallbona d'Anoia | casa         |                                             | 41° 31′ 09″ N, 1° 42′ 28″ E / 41.519029°N,1.707698°E                                 | bé integrant del patrimoni cultural català | Façana al carrer Major, 67 (Vallbona d'Anoia) | Modifica les dades a Wikidata |
|        | Torre Sant Joan            | Vallbona d'Anoia | casa         | Estil: arquitectura popular                 | 41° 31′ 09″ N, 1° 42′ 29″ E / 41.519041°N,1.708017°E                                 | bé integrant del patrimoni cultural català | Torre Sant Joan (Vallbona d'Anoia)            | Modifica les dades a Wikidata |
|        | Villa Maria Massagué       | Vallbona d'Anoia | casa         | Estil: arquitectura eclèctica               | 41° 31′ 10″ N, 1° 42′ 31″ E / 41.51952269068479°N,1.7086560832130029°E               | bé integrant del patrimoni cultural català | Villa Maria Massagué                          | Modifica les dades a Wikidata |
|        | cal Miquelet               | Vallbona d'Anoia | casa         | Estil: arquitectura modernista 20th century | 41° 31′ 08″ N, 1° 42′ 27″ E / 41.518951°N,1.707376°E ca:Carrer Major, 58-59 289 msnm | bé integrant del patrimoni cultural català | Cal Miquelet (Vallbona d'Anoia)               | Modifica les dades a Wikidata |
|        | cal Sabaté                 | Vallbona d'Anoia | casa         | Estil: arquitectura popular 15th century    | 41° 31′ 05″ N, 1° 42′ 18″ E / 41.518154°N,1.705106°E ca:C. Major, 2 286 msnm         | bé integrant del patrimoni cultural català | Cal Sabaté (Vallbona d'Anoia)                 | Modifica les dades a Wikidata |
|        | casa al carrer Major, 77   | Vallbona d'Anoia | casa         | Estil: arquitectura popular 17th century    | 41° 31′ 09″ N, 1° 42′ 29″ E / 41.519198°N,1.7081°E ca:C. Major, 77                   | bé integrant del patrimoni cultural català | Casa al carrer Major, 77 (Vallbona d'Anoia)   | Modifica les dades a Wikidata |
|        | casa al carrer Nou, 29     | Vallbona d'Anoia | casa         | Estil: noucentisme 20th century             | 41° 31′ 09″ N, 1° 42′ 32″ E / 41.51917°N,1.708993°E ca:C. Nou, 29                    | bé integrant del patrimoni cultural català | Casa al carrer Nou, 29 (Vallbona d'Anoia)     | Modifica les dades a Wikidata |

## edifici
| imatge | Nom                           | Ubicat a         | instància de | Detalls      | coordenades                                                                                    | Protecció | Commons (més fotos) | Dades a WD                    |
| ------ | ----------------------------- | ---------------- | ------------ | ------------ | ---------------------------------------------------------------------------------------------- | --------- | ------------------- | ----------------------------- |
|        | Corral Cal Sabaté             | Vallbona d'Anoia | edifici      |              | 41° 32′ 32″ N, 1° 42′ 30″ E / 41.54232°N,1.7082°E ca:Corral del Sabaté. Al nord del nucli urbà |           |                     | Modifica les dades a Wikidata |
|        | la Teuleria                   | Vallbona d'Anoia | edifici      | 20th century | 41° 31′ 10″ N, 1° 42′ 54″ E / 41.51931°N,1.71512°E ca:La Terrera. A l'est del nucli urbà       |           |                     | Modifica les dades a Wikidata |
|        | teuleria de l'hort del Vallès | Vallbona d'Anoia | edifici      |              | 41° 31′ 24″ N, 1° 43′ 10″ E / 41.52323°N,1.71952°E ca:La Fonolleda. A l'est del nucli urbà.    |           |                     | Modifica les dades a Wikidata |

## font
| imatge | Nom             | Ubicat a         | instància de | Detalls      | coordenades                                                                              | Protecció | Commons (més fotos) | Dades a WD                    |
| ------ | --------------- | ---------------- | ------------ | ------------ | ---------------------------------------------------------------------------------------- | --------- | ------------------- | ----------------------------- |
|        | font del Joncar | Vallbona d'Anoia | font         | 20th century | 41° 31′ 01″ N, 1° 43′ 02″ E / 41.51695°N,1.71724°E ca:El Joncar. A l'est del nucli urbà. |           |                     | Modifica les dades a Wikidata |
|        | font del Magí 2 | Vallbona d'Anoia | font         | 20th century | 41° 31′ 02″ N, 1° 42′ 59″ E / 41.5172°N,1.71625°E ca:La Terrera. A l'est del nucli urbà. |           |                     | Modifica les dades a Wikidata |

## masia
| imatge | Nom         | Ubicat a         | instància de | Detalls                     | coordenades                                                              | Protecció                                  | Commons (més fotos)            | Dades a WD                    |
| ------ | ----------- | ---------------- | ------------ | --------------------------- | ------------------------------------------------------------------------ | ------------------------------------------ | ------------------------------ | ----------------------------- |
|        | Ca l'Alerd  | Vallbona d'Anoia | masia        | Estil: arquitectura popular | 41° 30′ 46″ N, 1° 41′ 52″ E / 41.51291°N,1.697812°E                      | bé integrant del patrimoni cultural català | Ca l'Alerd                     | Modifica les dades a Wikidata |
|        | Cal Raspall | Vallbona d'Anoia | masia        | Estil: arquitectura popular | 41° 31′ 06″ N, 1° 42′ 19″ E / 41.518431°N,1.70538°E ca:Carrer Major, 9   | bé integrant del patrimoni cultural català | Cal Raspall (Vallbona d'Anoia) | Modifica les dades a Wikidata |
|        | Cal Vallès  | Vallbona d'Anoia | masia        | Estil: arquitectura popular | 41° 31′ 07″ N, 1° 42′ 21″ E / 41.518625°N,1.705699°E ca:Carrer Major, 17 | bé integrant del patrimoni cultural català | Cal Vallès (Vallbona d'Anoia)  | Modifica les dades a Wikidata |

## muntanya
| imatge | Nom       | Ubicat a                               | instància de | Detalls | coordenades                                                       | Protecció | Commons (més fotos)  | Dades a WD                    |
| ------ | --------- | -------------------------------------- | ------------ | ------- | ----------------------------------------------------------------- | --------- | -------------------- | ----------------------------- |
|        | Castellet | Piera Cabrera d'Anoia Vallbona d'Anoia | muntanya     |         | 41° 30′ 32″ N, 1° 42′ 44″ E / 41.508925°N,1.71218611°E 360.6 msnm |           |                      | Modifica les dades a Wikidata |
|        | Miramar   | Capellades Vallbona d'Anoia            | muntanya     |         | 41° 32′ 15″ N, 1° 42′ 12″ E / 41.5376°N,1.70333°E 594 msnm        |           | Miramar (Capellades) | Modifica les dades a Wikidata |

## polígon industrial
| imatge | Nom                          | Ubicat a         | instància de       | Detalls | coordenades                                                         | Protecció | Commons (més fotos) | Dades a WD                    |
| ------ | ---------------------------- | ---------------- | ------------------ | ------- | ------------------------------------------------------------------- | --------- | ------------------- | ----------------------------- |
|        | Polígon industrial El Querol | Vallbona d'Anoia | polígon industrial |         | 41° 31′ 28″ N, 1° 42′ 24″ E / 41.5243868633838°N,1.70673624603795°E |           |                     | Modifica les dades a Wikidata |
|        | Polígon industrial La Plana  | Vallbona d'Anoia | polígon industrial |         | 41° 30′ 48″ N, 1° 42′ 20″ E / 41.513448549451°N,1.70561187191676°E  |           |                     | Modifica les dades a Wikidata |

## pont
| imatge | Nom                                    | Ubicat a                                    | instància de | Detalls                               | coordenades | Protecció                                  | Commons (més fotos) | Dades a WD                    |
| ------ | -------------------------------------- | ------------------------------------------- | ------------ | ------------------------------------- | --- | ------------------------------------------ | ------------------- | ----------------------------- |
|        | Pont de Poubatlle                      | Vallbona d'Anoia                            | pont         | 20th century Estat: bon estat         | 41° 31′ 26″ N, 1° 42′ 24″ E / 41.52377°N,1.70678°E ca:Carretera C-224. A l'est del nucli urbà 268 msnm                |                                            |                     | Modifica les dades a Wikidata |
|        | Pont línia Barcelona-Igualada dels FGC | Vallbona d'Anoia                            | pont         | 1890 Estat: bon estat                 | 41° 31′ 27″ N, 1° 42′ 18″ E / 41.52412°N,1.70509°E ca:Polígon industrial del Querol. A l'oest del nucli urbà 278 msnm |                                            |                     | Modifica les dades a Wikidata |
|        | pont de Capellades                     | Capellades Cabrera d'Anoia Vallbona d'Anoia | pont         | 1940 Travessa: Anoia Estat: bon estat | 41° 31′ 18″ N, 1° 41′ 33″ E / 41.52166°N,1.69244°E ca:Ctra. de Vallbona a Capellades 246 msnm                         | bé integrant del patrimoni cultural català | Pont de Capellades  | Modifica les dades a Wikidata |

## Misc
| imatge | Nom                                         | Ubicat a                         | instància de                                   | Detalls                                                     | coordenades                                                                               | Protecció                                  | Commons (més fotos)                         | Dades a WD                    |
| ------ | ------------------------------------------- | -------------------------------- | ---------------------------------------------- | ----------------------------------------------------------- | ----------------------------------------------------------------------------------------- | ------------------------------------------ | ------------------------------------------- | ----------------------------- |
|        | Anoia                                       | Anoia Baix Llobregat Alt Penedès | curs d'aigua                                   | Desemboca: Llobregat Llarg: 64km Conca: 929km²              | 41° 28′ 43″ N, 1° 56′ 06″ E / 41.4785217°N,1.9351196°E                                    |                                            | Anoia River                                 | Modifica les dades a Wikidata |
|        | Capelleta                                   | Vallbona d'Anoia                 | fornícula                                      | Estil: arquitectura barroca                                 | ca:C. Major, Façana de casa davant de cal Fló                                             | bé integrant del patrimoni cultural català | Capelleta (Vallbona d'Anoia)                | Modifica les dades a Wikidata |
|        | Casa de la Vila                             | Vallbona d'Anoia                 | casa consistorial                              | Estil: noucentisme                                          | 41° 31′ 07″ N, 1° 42′ 23″ E / 41.51872566857107°N,1.7064801874650428°E                    | bé integrant del patrimoni cultural català | Casa de la Vila (Vallbona d'Anoia)          | Modifica les dades a Wikidata |
|        | Estació de Vallbona d'Anoia                 | Vallbona d'Anoia                 | estació de ferrocarril                         | Estil: modernisme català arquitectura modernista            | 41° 31′ 13″ N, 1° 42′ 32″ E / 41.520177777778°N,1.7090055555556°E                         | bé integrant del patrimoni cultural català | Vallbona d'Anoia train station              | Modifica les dades a Wikidata |
|        | Fàbrica                                     | Vallbona d'Anoia                 | edifici industrial                             | Estil: arquitectura modernista Estat: enderrocat o destruït |                                                                                           | bé integrant del patrimoni cultural català |                                             | Modifica les dades a Wikidata |
|        | Safareig                                    | Vallbona d'Anoia                 | safareig                                       | Estil: arquitectura popular 1913                            | 41° 31′ 10″ N, 1° 42′ 30″ E / 41.519466°N,1.708208°E ca:Passeig de Joan Vila. Nucli urbà. | bé integrant del patrimoni cultural català | Safareig (Vallbona d'Anoia)                 | Modifica les dades a Wikidata |
|        | Sant Bartomeu de Vallbona d'Anoia           | Vallbona d'Anoia                 | església                                       | Estil: arquitectura popular                                 | 41° 31′ 08″ N, 1° 42′ 28″ E / 41.518858°N,1.707722°E                                      | bé integrant del patrimoni cultural català | Sant Bartomeu de Vallbona d'Anoia           | Modifica les dades a Wikidata |
|        | Vallbona d'Anoia                            | Vallbona d'Anoia                 | entitat singular de població capital municipal | 1405 hab                                                    | 41° 31′ 17″ N, 1° 42′ 33″ E / 41.52138827°N,1.70912039°E 315 msnm                         |                                            |                                             | Modifica les dades a Wikidata |
|        | corral del Sabater                          | Vallbona d'Anoia                 | cabana                                         |                                                             | 41° 32′ 23″ N, 1° 42′ 11″ E / 41.539835699841°N,1.7029251128133°E                         |                                            |                                             | Modifica les dades a Wikidata |
|        | detall de l'antic forn del vidre de Cal Flo | Vallbona d'Anoia                 | element arquitectònic                          |                                                             |                                                                                           | bé integrant del patrimoni cultural català | Detall de l'antic forn del vidre de Cal Flo | Modifica les dades a Wikidata |
|        | jaciment al Sud-Oest de Vallbona            | Vallbona d'Anoia                 | jaciment arqueològic                           |                                                             | 41° 31′ 00″ N, 1° 42′ 16″ E / 41.51676°N,1.704327°E                                       | bé integrant del patrimoni cultural català |                                             | Modifica les dades a Wikidata |